# Вайлоппилли Шридхара Менон
Вайлоппилли Шридхара Менон (малаял. വൈലോപ്പിള്ളി ശ്രീധരമേനോൻ; 11 мая 1911 — 22 декабря 1985) — индийский поэт из штата Керала, Индия. Писал на языке малаялам.

## Биография
Родился 11 мая 1911 в Калуре в районе Эрнакулам. Получив степень бакалавра, начал работать в качестве учителя в государственной школе с 1931 года.
Он начал писать под псевдонимом «Sree» (Шри). Его первый сборник «Канниккойту» (Нетронутый урожай), который вышел в 1947 году, привлёк внимание критиков своим новаторским стилем, свободным от романтических традиций. Он был связан с Самастха Керала Сахитья Паришад, крупнейшим объединением писателей на языке малаялам, на протяжении более 10 лет. Он представлял штат Керала в заседаниях национальных поэтов, проходившей в Дели (1951 и 1969) и Бангалоре (1965). В 1970 году он посетил Советский Союз. Он был первым президентом форума прогрессивных писателей Пурогамана Каласахитья Сангхам во главе с левыми интеллектуалами и художниками.
Он, по мнению литературоведов, одно из основных лиц в малаяламской поэзии, который ознаменовал переход от романтической до современной эпохи. Его поэзия характеризуют научное понимания исторических корней общественного развития и более глубокое понимание психологических течений человеческого ума. Его мастерство очевидно во всех его стихах, будь то лирических или повествовательных.
Многие критики считают поэму «Кудийожиккал» (Выселение жильца), выдающимся произведением искусства. В предварительной строке стихотворения поэт говорит: «Punchiri! Ha, kuleenamam kallam. Nenchu keeri njan nerinekkattaam» (Улыбка! Ах, это, благородная ложь. Позвольте мне разорвать грудь и показать вам правду изнутри). Стихотворение с беспощадной самооценкой земельного владельца среднего класса, который понимает, что будущее принадлежит не ему, а его бедному арендатору, которого он презирает всем сердцем.
Он умер 22 декабря 1985, а его тело было кремировано на берегу реки Бхаратапужа (также называется «Нила»), так как он хотел.

## Награды
- Правительственная награда города Мадрас
- Премия М.П.Поля
- Премия Академии Керала Сахитья (1965) — за Кайпаваллари
- Премия Академии Кендра Сахитья (1972) —  за Вида
- Премия Ваялара (1981) — за Макаракойту
- Премия Совиетланд Неру (1964) — неизвестно.
- Премия Одаккужал

## Произведения
- Канниккойту
- Шрирекха
- Онаппатукар
- Макаракойту
- Витхум Кайкоттум
- Вида
- Кайпаваллари
- Кадалккаккакал
- Курувикал
- Кудийожиккал
- Миннаминни
- Пачхаккутира
- Мукуламала
- Кришнамригангал
- Чхаритратиль Чхарудризьям
- Анти Чхаюнну
- Кунниманикал
- Ризьясринганум Алехандарум (Пьеса)
- Кавьялокасмаранакал (Автобиография)